# Godshuis De Schipjes

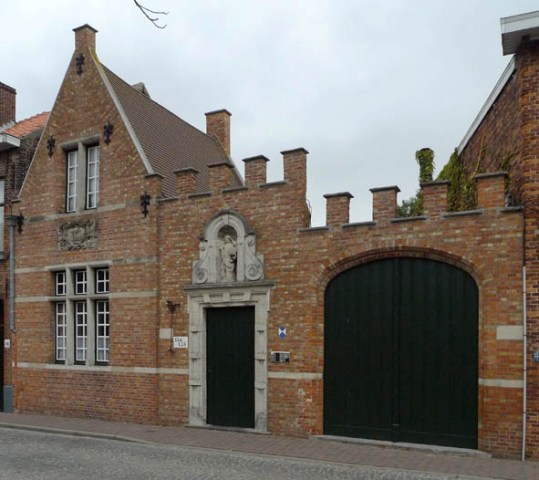
Poort en portierswoning

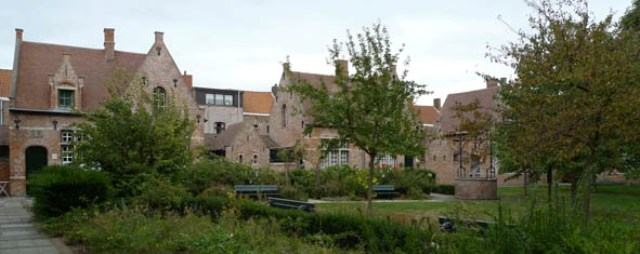
Tuin

De Schipjes is een Brugs godshuis in de Peterseliestraat.

## Geschiedenis
Het beluik 'De Schipjes' kwam tot stand dankzij de giften van drie weldoeners:
- Gustave van Nieuwenhuyse, schepen van Brugge en eerste voorzitter van de Maatschappij van de Brugse Zeehaven, via zijn weduwe Sidonie Spitaels.
- Albert Ruzette, gouverneur van West-Vlaanderen en minister.
- Het fonds Alfred en Leon Coppieters 't Wallant.

Van Nieuwenhuyse en Ruzette schonken hun aandeel naar aanleiding van de inhuldiging van de haven van Brugge-Zeebrugge in 1907, en vroegen de huizen te bestemmen voor oude zeelieden of havenarbeiders. De inhuldiging vond plaats op 29 november 1908.
Architect René Cauwe (1883-1964) ontwierp twaalf huizen in neo-Brugse stijl, rond een gemeenschappelijke tuin. Langs de Peterseliestraat werd een portierswoning gebouwd en een neo-barokke poort die toegang verleende tot het beluik.
In 1999 werden de huizen gerenoveerd. De godshuizen 'De Schipjes' zijn beschermd als monument sinds 2004.